# نیوا، اویلا
نیوا (اویلا) (به اسپانیایی: Neiva, Huila) یک سکونتگاه مسکونی در کلمبیا است که در بخش اویلا واقع شده‌است.

## خصوصیات
نیوا ۱٬۵۵۳ کیلومترمربع مساحت و ۳۷۲٬۸۵۹ نفر جمعیت دارد و ۴۴۲ متر بالاتر از سطح دریا واقع شده‌است.

## نگارخانه

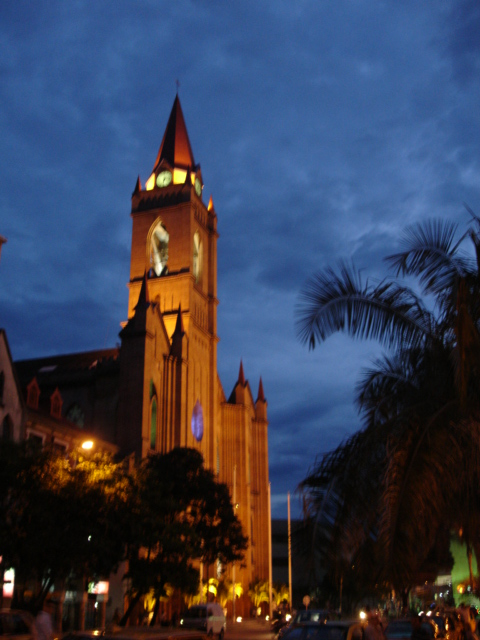